# 최영완 (배우)
최영완(1980년 12월 29일~)은 대한민국의 배우이다.

## 학력
- 1996년 ~ 1999년 중산고등학교
- 1999년 ~ 2003년 단국대학교 연극영화학 학사

## 출연

### 드라마
- 1995년 KBS 1TV 단막극 《인간극장》
- 1996년 KBS 1TV 청소년 드라마 《신세대 보고 - 어른들은 몰라요》
- 1996년 MBC 청소년 드라마 《나》 - 민숙 역
- 1997년 SBS 월화드라마 《여자》
- 1997년 KBS 1TV 대하 드라마 《용의 눈물》
- 1997년 KBS 2TV 청소년 드라마 《스타트》
- 1998년 SBS 일일연속극 《7인의 신부》
- 1999년 SBS 아침드라마 《지금은 사랑할 때》
- 1999년 KBS 2TV 청소년 드라마 《학교》 - 최영완 역
- 1999년 KBS 2TV 단막극 《KBS 일요베스트 - 출가출가》
- 1999년 KBS 2TV 미니시리즈 《마법의 성》
- 2001년 KBS 2TV 특별기획드라마 《명성황후》 - 상궁나인 역
- 2002년 KBS 1TV 일일 연속극 《당신 옆이 좋아》
- 2009년 KBS 2TV 대하 드라마 《천추태후》 - 헌의왕후 역
- 2012년 SBS 일일 드라마 《그래도 당신》 - 김미진 역
- 2015년 네이버TV 웹드라마 《바람의 유혹》 - 영완 역
- 2021년 KBS 2TV 저녁 일일 드라마 《빨강구두》 - 권수연 역
- 2022년 KBS 2TV 저녁 일일 드라마 《태풍의 신부》 - 배순영 역

### 시트콤
- 1997년 MBC 청춘 시트콤 《남자 셋 여자 셋》 - 이의정 여동생 이의랑 역
- 1997년 SBS 토요 시트콤 《뉴욕스토리》
- 1998년 MBC 주간 코미디 드라마 《여자 대 여자》
- 2000년 KBS 2TV 가족 시트콤 《반쪽이네》

### 재연극
- 2001년 KBS 2TV 《부부클리닉 사랑과 전쟁1》
- 2002년 KBS 2TV 《부부클리닉 사랑과 전쟁1》
- 2011년 KBS 2TV 《부부클리닉 사랑과 전쟁2》
- 2021년 카카오TV & 채널S 《New 사랑과 전쟁》

### 영화
- 2005년 《일박 이일》 - 미나 역
- 2009년 《여고괴담 5: 동반자살》 - 선생님 역
- 2015년 《권법형사: 차이나타운》 - 차이나타운 조직원들 역

### 연극
- 2005년 《마술가게》
- 2006년 《옥수동에 서면 압구정동이 보인다》 - 조미령 역
- 2007년 《뉴보잉보잉》
- 2020년 《세종대왕》 - 혜빈 양씨 역
- 2020년 《러브 앤 전쟁》 - 순지 역

### 예능
- 2013년 KBS 2TV 《해피투게더》 - 게스트 (With 이시은, 민지영, 이정수) (2013.02.14)
- 2013년 KBS 2TV 《세대공감 토요일》 - 게스트 (With 엠블랙 - 미르와 함께 출연) (2013.07.13)
- 2016년 MBC 에브리원 《비디오스타》 - 게스트 (With 이유리, 박하나, 이연두) (2016.09.27)
- 2018년 TV조선 《얼마예요?》 - 패널 (With 손남목)
- 2020년 채널A 《다시 뜨거워지고 싶은 애로부부》 - 게스트 (With 손남목) (2020.09.08)

### 라디오
- 2015년 EBS FM 《EBS 책 읽는 라디오 낭독 시리즈》

### 기타
- 2018년 ~ 유튜브 《최영완 TV》